# Fondazione L’Unione Europea Berlin
Die Fondazione L’Unione Europea Berlin ist eine gemeinnützige Stiftung, die im Jahr 2001 von der Incontri Europei – Europäische Kulturbegegnungen GmbH auf Basis einer Absichtserklärung des damaligen Bundesfinanzministers Hans Eichel und des früheren Präsidenten der Provinz Bologna, Vittorio Prodi, mit Sitz in Berlin im August 2001 gegründet wurde. Die Stiftung ist Mitglied des Bundesverbandes Deutscher Stiftungen sowie im Arbeitskreis Kunst und Kultur und im Arbeitskreis Umwelt des Bundesverbandes.

## Förderungsprofil
Die Stiftung hat sich ein Förderungsprofil gegeben, das auf die Umsetzung der europäischen Idee ausgerichtet ist. Die Stiftung fördert Projekte im Bereich von Schule und Bildung im Sinne der europäischen Integration.
Die Förderbereiche sind:
- Schule und Bildung
- Verständnis für regionale Bereiche in Europa außerhalb der Ballungszentren als Lebensräume Ländlicher Moderne
- Lebenslanges Lernen – Learning & Living Languages
- Umweltkommunikation – European Gardeners: Lerninitiative vorwiegend für den Schul- und Vorschulbereich (themenbezogen, interaktiv)
- Initiative Partner for Europe – Clusterprojekte Regionen helfen Regionen: Aktivitäten ausgewählter europäischer Regionen innerhalb und außerhalb der Europäischen Union

Die Stiftung entwickelt vor allem eigene Initiativen, um die in den Förderbereichen gesetzten Ziele umzusetzen. Dazu gehört in erster Linie das sogenannte Nonoprojekt mit Claudio Abbado als Schulprojekt für Bildungseinrichtungen in europäischen Regionen. Als weiteres Schulprojekt erarbeitete die Stiftung zusammen mit einem Redaktionsteam von IncontriEuropei auf Basis des Originaltextes von Goethes Faust Teil I und II für Schulen ein Faustprojekt in deutscher Sprache (Titel: Die Farben des Schachs) und in französischer Sprache (Titel: Le Cahiers de Perséphone).

## Gremien

### Kuratorium
- Hans Eichel, ehemaliger Ministerpräsident des Landes Hessen, ehemaliger Bundesminister der Finanzen
- Vittorio Prodi, ehemaliger Präsident der Provinz Bologna, eh. MdEP
- Klaus-Peter Schmidt-Deguelle, Staatssekretär a. D.
- Gunnar Hille, Leiter Kompetenz- und Koordinationszentrum Polnisch, ehem. Referatsleiter im Auswärtigen Amt

Frühere Mitglieder des Kuratoriums:
- Manfred Stolpe, ehemaliger Ministerpräsident des Landes Brandenburg, ehemaliger Bundesminister für Verkehr, Bau- und Wohnungswesen
- Annegret Kramp-Karrenbauer, ehemalige Ministerpräsidentin des Saarlandes
- Christine Lieberknecht, ehemalige Ministerpräsidentin des Freistaat Thüringen
- Jean-Claude Juncker, Präsident der Europäischen Kommission[4]

### Beirat
- Dr. Silke Schagen, Geschäftsführerin (Berlin/Memmingen)
- Daniel von Bronewski, Rechtsanwalt (Berlin)
- Jan-Rasmus Schultz,  Rechtsanwalt (Kiel)

Frühere Mitglieder des Beirats:
- Volker Assel, Berlin (Richter am Finanzgericht Berlin a. D.)
- Hans-Georg Meier, Berlin (Rechtsanwalt)
- Stephan Krüger, Unternehmensberater in Berlin
- Christoph Mückeley, Enterprise Architect in Berlin
- Hans Rombach, Filmproduzent in Berlin

### Vorstand
- Stefan Sander, Wirtschaftsinformatiker, Berlin

Frühere Mitglieder des Vorstands:
- Jürgen Petzinger, Rechtsanwalt und Journalist, Berlin (2018 verstorben)

## Das Nonoprojekt

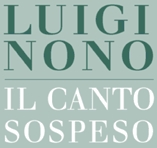
Logo Nonoprojekt

Die Grundlage für das Nonoprojekt sind Abschiedsbriefe, die Widerstandskämpfer im Zweiten Weltkrieg vor ihrer Hinrichtung schrieben. Diese Briefe wurden 1954 in einem Sammelband mit einem Vorwort von Thomas Mann unter dem Titel  Lettere di condannati a morte della Resistenza Europea – Letzte Briefe zum Tode Verurteilter aus dem europäischen Widerstand veröffentlicht.
Der italienische Komponist Luigi Nono wählte zehn Abschiedsbriefe von jungen Frauen und Männern aus, die im europäischen Widerstand gekämpft hatten – als textliche Basis seines Werkes Il canto sospeso (Schwebender Gesang). Die Themen des Canto sospeso sind Freiheit, Menschenrechte, Toleranz und Verantwortung.
Mitte der 1990er Jahre entwickelte IncontriEuropei eine DVD und didaktische Materialien, um den Zugang zur Komposition in den Unterrichtsfächern Musik, Deutsch und Geschichte zu ermöglichen.

## Das Faustprojekt
Zielvorgabe für das Faustprojekt war die Erstellung eines Textes, der Schulen die Befassung von Goethes Faust I und II erlaubt und erleichtert, der zugleich aber auch schulinterne Aufführungen im Format eines Kammerspiels ermöglicht. Ausgewählt wurden insgesamt 21 Textpassagen: aus Faust I und II. Das Autorenteam verständigte sich auf das Prinzip, die Reihenfolge der Sequenzen exakt zu spiegeln und die Geschichte von Goethes  Faust vom Ende her zu erzählen. Prinzip war, die ausgewählten Teile aus dem Text Goethes in einer umgekehrten Reihenfolge anzuordnen und diese Umkehrung stringent einzuhalten, also dabei nicht zu springen, den Text Goethes nicht als Steinbruch zu benutzen und auch nicht willkürlich in Form einer neugeformten Collage abzubilden. Der umgedrehte Faust ist als ein Fünf-Personen-Stück (Faust, Mephisto, Margarete, Marthe, Valentin) ein Kammerspiel, das ohne Pause in eineinhalb Stunden – auch szenisch – an Schulen aufführbar ist.